# 박재경 (축구 선수)
박재경(2000년 4월 28일 ~ )는 대한민국의 축구 선수로, 포지션은 센터백이다. 현재 K리그1 대구 FC 소속이다.